# Louis Charles Émile Lortet

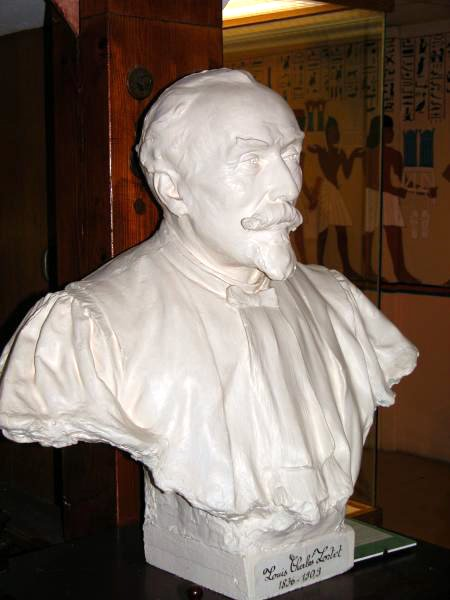
Busto di Lortet. Museo d'anatomia, Testut Latarjet, Lione

Louis Charles Émile Lortet (Oullins, 22 agosto 1836 – Lione, 26 dicembre 1909) è stato un medico, botanico e zoologo francese.

## Un medico naturalista illuminato
Avventuriero e sportivo: i suoi interessi sconfinavano in vari campi scientifici quali la fisiologia umana alle alte quote, o la mummificazione degli animali nel Nuovo Regno.
Membro della Società di medicina di Lione, divenne  il primo decano alla creazione della nuova Facoltà mista di medicina e di farmacia nel 1877. 
Al tempo stesso professore di storia naturale alla Facoltà di medicina e professore di zoologia alla Facoltà delle Scienze, realizza dei viaggi di studi in Siria e in Egitto, dove studiò approfonditamente sia le tecniche di mummificazione che la fauna e i costumi locali.

## Opere
- (FR)  Faune momifiée de l'ancienne Égypte
- (FR)  La vérité (Nécropole de Khozan)
- (FR)  Recherches sur la vitesse du cours du sang dans les artères du cheval au moyen d'un nouvel hémadromographe, 1867
- (FR)  La Syrie d'aujourd'hui. Voyages dans La Phénicie, Le Liban et La Judée, 1875-1880 (1881)
- (FR)  Note sur le Rhizoprion bariensis (Jourdan)
- (FR)  Passage des leucocytes a travers les membranes organiques (1867)
- (FR)  Recherche sur les mastodontes et les faunas mammalogiques qui les accompagnent, 1878
- (FR)  Les reptiles fossiles du bassin du Rhône, 1892